# براد كوبر
براد كوبر (بالإنجليزية: Brad Cooper) هو سباح أسترالي، ولد في 19 يوليو 1954 في سنغافورة.

## وصلات خارجية
- براد كوبر على موقع الاتحاد الدولي للسباحة (الإنجليزية)
- براد كوبر على موقع SwimRankings.net (الإنجليزية)
- براد كوبر على موقع قاعة مشاهير السباحة العالمية (الإنجليزية)
- براد كوبر على موقع اللجنة الأولمبية الدولية (الإنجليزية)
- براد كوبر على موقع أوليمبيديا (الإنجليزية)
- براد كوبر على موقع اللجنة الأولمبية الأسترالية (الإنجليزية)
- براد كوبر على موقع اتحاد ألعاب الكومنولث (مؤرشف) (الإنجليزية)